# Sabino Acquaviva
Pour les articles homonymes, voir Acquaviva.
Sabino Acquaviva (Padoue, 29 avril 1927- 29 décembre 2015) est un sociologue italien contemporain, considéré l'un des spécialistes majeurs des problèmes de l'expérience religieuse.

## Biographie
Professeur de sociologie à la faculté de sciences politiques de l'université de Padoue, Sabino Acquaviva en fut le président de 1977 à 1978 et le directeur du département de sociologie de 1985 à 1988.
Il compte à son actif la publication de plus de trente volumes et presque cent cinquante publications scientifiques et culturelles.
Parmi les autres fonctions qu'il a occupées, on peut signaler la direction de la structure culturelle de la RAI, ce qui l'amena à collaborer à de nombreuses émissions télévisées, parmi lesquelles « La Nuit de la République » de Sergio Zavoli, dont il a étendu le schéma initial des épisodes.
Il est considéré comme l'un des cent spécialistes, qui, au cours des cent dernières années, se sont occupés des études scientifiques de l'expérience religieuse.